# Đại từ nhân xưng
Đại từ nhân xưng hay đại từ xưng hô hay đại từ chỉ ngôi là những đại từ dùng để chỉ và đại diện hay thay thế cho một danh từ để chỉ người và vật khi ta không muốn đề cập trực tiếp hoặc lặp lại không cần thiết các danh từ ấy. Tất cả các ngôn ngữ trên thế giới đều chứa đựng đại từ nhân xưng. Đại từ nhân xưng trong một số ngôn ngữ thường chia theo ngôi và theo số ít hay số nhiều.

## Trong tiếng Anh
Đại từ nhân xưng trong tiếng Anh thường đứng ở vị trí chủ ngữ trong câu hoặc đứng sau động từ be, đằng sau các phó từ so sánh như than, as, that... Đại từ nhân này được chia thành ba ngôi, chia theo số ít, số nhiều và theo giống. Cụ thể bảng biểu sau đây:
| Đại từ | Ngôi/số/giống                          | Tạm dịch |
| ------ | -------------------------------------- | --- |
| I      | Ngôi thứ nhất số ít                    | Tôi (tui), tao (tau), ta, tớ, mình, qua, trẫm, thiếp, thần, thần thiếp, hạ thần...                           |
| We     | Ngôi thứ nhất số nhiều                 | Chúng tôi, chúng ta, chúng tớ, chúng tao, chúng mình, bọn tao, bọn ta, bọn tôi, tụi tôi, tụi này, tụi tao... |
| You    | Ngôi thứ hai số ít và số nhiều         | Bạn, các bạn, đằng ấy, mày, bọn mày, tên kia, lũ, đám, bậu, bồ, ấy, nàng, chàng...                           |
| He     | Ngôi thứ ba số ít, chỉ giống đực       | Anh ấy (ảnh), cậu ấy (cẩu), ông ấy (ổng), gã ấy, y, hắn, thằng, gã, bạn ấy (bản)...                          |
| She    | Ngôi thứ ba số ít, chỉ giống cái       | Cô ấy (cổ), chị ấy (chỉ), bà ấy (bả), ả, thị, cô, bà, cô ta, bà ta, chị ta, bạn ấy (bản)...                  |
| It     | Ngôi thứ ba số ít, không phân giống    | Nó, thứ, lũ...                                                                                               |
| They   | Ngôi thứ ba số nhiều, không phân giống | Chúng nó, Họ, bọn họ, bọn chúng, tụi nó                                                                      |

Đại từ nhân xưng mở rộng:
| Đại từ chủ ngữ              | Đại từ tân ngữ                  | Đại từ phản thân                               | Tính từ sở hữu                   | Đại từ sở hữu                               |
| --------------------------- | ------------------------------- | ---------------------------------------------- | -------------------------------- | ------------------------------------------- |
| I (tôi)                     | me (là tôi)                     | myself (chính tôi)                             | my (của tôi)                     | mine (là của tôi/thuộc về tôi)              |
| you (bạn)                   | you (là bạn)                    | yourself, yourselves (chính bạn/các bạn)       | your (của bạn/các bạn)           | yours (là của bạn/các bạn/thuộc về các bạn) |
| he, she, it (anh/cô ta, nó) | him, her, it (là anh/cô ấy, nó) | himself, herself, itself (chính anh/cô ấy, nó) | his, her, its (của anh/cô ấy, nó | his, hers , its (là của anh/cô ấy/nó)       |
| we (chúng tôi)              | us (là chúng tôi)               | ourselves (chính chúng tôi)                    | our (của chúng tôi/chúng ta)     | ours (là của chúng tôi/thuộc về chúng tôi)  |
| they (chúng nó)             | them (là chúng nó)              | themselves (chính chúng nó)                    | their (của chúng)                | theirs (là của chúng nó/thuộc về chúng nó)  |

Phân chia theo ngôi:
| Số ít         | Số nhiều | Số nhiều | Số nhiều |        |        |        |
| Chủ từ        | Túc từ   | Sở hữu   | Chủ từ   | Túc từ | Sở hữu |        |
| ------------- | -------- | -------- | -------- | ------ | ------ | ------ |
| Ngôi thứ nhất | I        | me       | mine     | we     | us     | ours   |
| Ngôi thứ hai  | you      | you      | yours    | you    | you    | yours  |
| Ngôi thứ ba   |          |          |          |        |        |        |
| Giống cái     | she      | her      | hers     | they   | them   | theirs |
| Giống đực     | he       | him      | his      | they   | them   | theirs |
| Trung tính    | it       | it       | its      | they   | them   | theirs |

## Trongtiếng Việt
Đại từ nhân xưng có thể được phân thành ba loại (theo các ngôi giao tiếp): 
- Đại từ nhân xưng ngôi thứ nhất. (chỉ người đang nói: tôi, tao, tớ, mình, bọn mình, chúng ta, ta, bọn ta, qua,...)
- Đại từ nhân xưng ngôi thứ hai. (chỉ người đang giao tiếp cùng: bạn, cậu, mày, anh, chị, bậu, ngươi....)
- Đại từ nhân xưng ngôi thứ ba. (chỉ những người không tham gia giao tiếp nhưng được nhắc đến trong cuộc giao tiếp: nó, anh ta, hắn, y, bọn ấy, cô ấy (cổ), bạn ấy (bản), anh ấy (ảnh)...).

Trong mỗi loại trên lại chia ra: số ít (tôi, tao) - số nhiều (chúng tôi, bọn tôi, bọn tao).
Đối với ngôi thứ nhất số ít. Khi nói chuyện với mọi người, tùy trường hợp, tương quan tuổi tác, liên hệ bà con, mức độ thân sơ, mà tự xưng bằng những nhân xưng đại từ khác nhau:
- "Con", với ông bà, cha mẹ, những người bà con ngang vai với ông bà cha mẹ, với thầy cô giáo; với những người già.
- "Cháu", với ông bà, chú bác cô dì, với những người ngang tuổi với ông bà cha mẹ.
- "Em", với anh chị; với những người hơn tuổi, hơn chức phận, với chồng (nếu người nói là nữ), hoặc người đàn ông nào mà đương nhân muốn dùng tiếng xưng hô này để biểu lộ tình cảm, với thầy cô giáo.
- "Anh", "chị" với các em, với những người mà đương sự coi là đàn em của mình.
- "Cô", "dì", "bác", "thím",v.v. với các cháu theo tương quan họ hàng, với người nhỏ tuổi được đương sự coi như con cháu. "Mẹ", "má", "me",... với các con.
- "Tôi", với tất cả mọi người khi bản thân lớn hơn, nhỏ hơn, ngang bằng hoặc nói chung.
- "Tao", "ta", với một số người khi đương sự không cần giữ lễ, hoặc muốn biểu lộ uy quyền, hoặc sự tức giận, hỗn láo,...
- "Qua", với tất cả mọi người khi bản thân muốn gần gũi, thân mật và thường sử dụng với người đặc biệt thân quen.
- "Thiếp", "thần thiếp", "hạ thần", "thần", với vua.
- "Trẫm", với những người cấp dưới vua.
- "Chàng", "nàng", với người yêu của thời xa xưa.

Về ngôi thứ hai số ít. Trong tương quan cha-con, mẹ-con, khi đối thoại, cha mẹ gọi con bằng "con" hoặc "mày". Cũng có đôi trường hợp, đối với người con đã có gia đình, có chức phận, người Bắc gọi bằng "anh", bằng "chị". Đối lại, con gọi cha mẹ bằng rất nhiều tiếng: Cha, bố, ba, thầy, cậu, tía; mẹ, má, mợ, me, măng, bu, bầm, u... Nói chuyện với một người trong vòng bà con, người ta sẽ gọi theo vai vế: Bác, chú, cậu, dượng, cô, dì, thím, anh, chị, dượng nó, chú nó,... Nói chuyện với người ngoài, người ta xưng theo tuổi: Cụ, ông, bà, anh, chị, chú, mày,...
Ngoài ra có các đại từ tôn trọng danh xưng như đức, quý, ngài, đấng, bậc hay nhục mạ, hạ thấp thằng, đồ, con, hắn 
Bên cạnh đó cũng có nhiều đại từ nhân xưng dùng để chỉ về bản thân đặt trong mối liên hệ với tuổi tác, học vị, tôn giáo, chức vụ... phần nhiều có nguồn gốc từ Hán Việt như bần tăng, bần ni, bần đạo, bổn quan, bổn công tử, bổn cô nương, bổn tướng, lão phu, tiểu tử, tiên sinh, lão đây, công tử, thiếu gia, đại gia, lão gia, tiểu thư, người anh em, vị huynh đài, huynh đệ, lão huynh, lão đệ, lão đại, lão hủ, sư huynh, sư đệ, sư muội, tiểu muội, muội muội, sư phụ, đệ tử, công công, cách cách, mỗ, bản nhân, cô (hoàng đế tự xưng), gia (thái tử tự xưng), bổn hoàng, tỷ tỷ, sư tỷ, nghĩa phụ, nghĩa huynh, nghĩa muội, nghĩa điệt, điệt nhi, hiền đệ, hiền điệt, huynh đài,...

## Trongtiếng Pháp
Tiếng Pháp có tám đại từ nhân xưng (pronom personnel) gồm 2 dạng số ít và số nhiều:
|        | Số ít                    | Số nhiều                           |
| ------ | ------------------------ | ---------------------------------- |
| Ngôi 1 | Je (Tôi)                 | Nous (Chúng tôi)                   |
| Ngôi 2 | Tu (Bạn)                 | Vous (Các bạn, bạn)                |
| Ngôi 3 | Il (Anh ấy) Elle (Cô ấy) | Ils (các anh ấy) Elles (Các cô ấy) |

Thông thường, khi gặp người chưa quen (kể cả một người hay nhiều người) đều sử dụng vous để chỉ người đối thoại (theo văn phong trang trọng, forme de politesse). còn đối với bạn bè, người thân và gia đình (nếu ở dạng số ít) thì sử dụng tu để chỉ người đối thoại (văn phong thân mật, forme familière).
Nếu gặp một nhóm người (ngôi 3) mà nếu hoàn toàn là nam giới thì sử dụng Ils, nều hoàn toàn là nữ giới thì sử dụng Elles. Trong trường hợp có cả nam và cả nữ thì buộc phải dùng Ils.
Đại từ thường làm chủ ngữ (sujet) trong câu. Tương ứng với tám đại từ nhân xưng thì sẽ có tám đại từ nhấn mạnh (Les pronoms toniques). Chức năng của chúng chỉ là nhấn mạnh chủ ngữ mà ta nói đến, không thể làm chủ ngữ được. Tám đại từ đó là:
|        | Số ít                     | Số nhiều                           |
| ------ | ------------------------- | ---------------------------------- |
| Ngôi 1 | Moi (tôi)                 | Nous (Chúng tôi)                   |
| Ngôi 2 | Toi (bạn)                 | Vous (Các bạn, bạn)                |
| Ngôi 3 | Lui (Anh ấy) Elle (Cô ấy) | Eux (Các anh ấy) Elle (Các chị ấy) |

Xét ví dụ sau: Moi, je t'aime. (Anh, anh yêu em) thì Moi chỉ có tác dụng nhấn mạnh vào chủ ngữ je, nếu bỏ moi đi thì câu không bị ảnh hưởng.

## Trong ngôn ngữ khác
- Tiếng Trung Quốc dùng 我 và 你 để chỉ về tôi và bạn (ví dụ: Anh yêu em - 我 爱 你)

|        | Số ít                  | Số nhiều                            |
| ------ | ---------------------- | ----------------------------------- |
| Ngôi 1 | 我 (tôi)               | 我们 (Chúng tôi)                    |
| Ngôi 2 | 你 (bạn)               | 你们 (Các bạn, bạn)                 |
| Ngôi 3 | 他 (Anh ấy) 她 (Cô ấy) | 他们 (Các anh ấy) 她们 (Các chị ấy) |